# Saâcy-sur-Marne
Saâcy-sur-Marne est une commune française située dans le département de Seine-et-Marne en région Île-de-France.

## Géographie

### Localisation

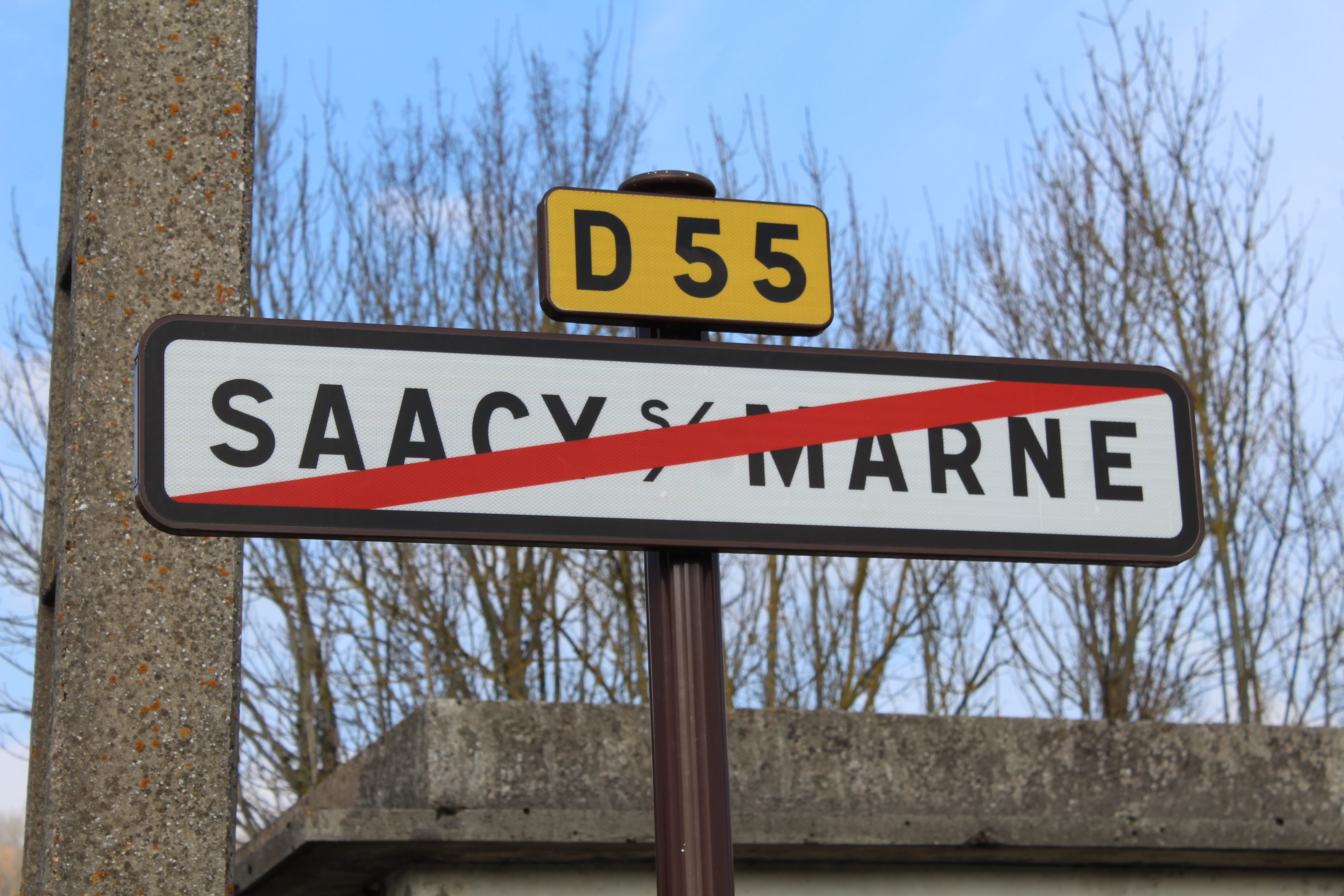

Le village est situé le long de la Marne (rive gauche) face à Méry-sur-Marne sur l'autre rive, à 2,5 km au sud-est de Luzancy et à 9 km au nord-est de La Ferté-sous-Jouarre.

### Communes limitrophes
| Méry-sur-Marne, Luzancy | Nanteuil-sur-Marne  |           |
| Reuil-en-Brie           | Saâcy-sur-Marne     | Citry     |
| Jouarre                 | Saint-Cyr-sur-Morin | Bussières |

### Géologie et relief
La commune est classée en zone de sismicité 1, correspondant à une sismicité très faible. L'altitude varie de 60 mètres à 200 mètres pour le point le plus haut, le centre du bourg se situant à environ 57 mètres d'altitude (mairie).

### Hydrographie

#### Réseau hydrographique

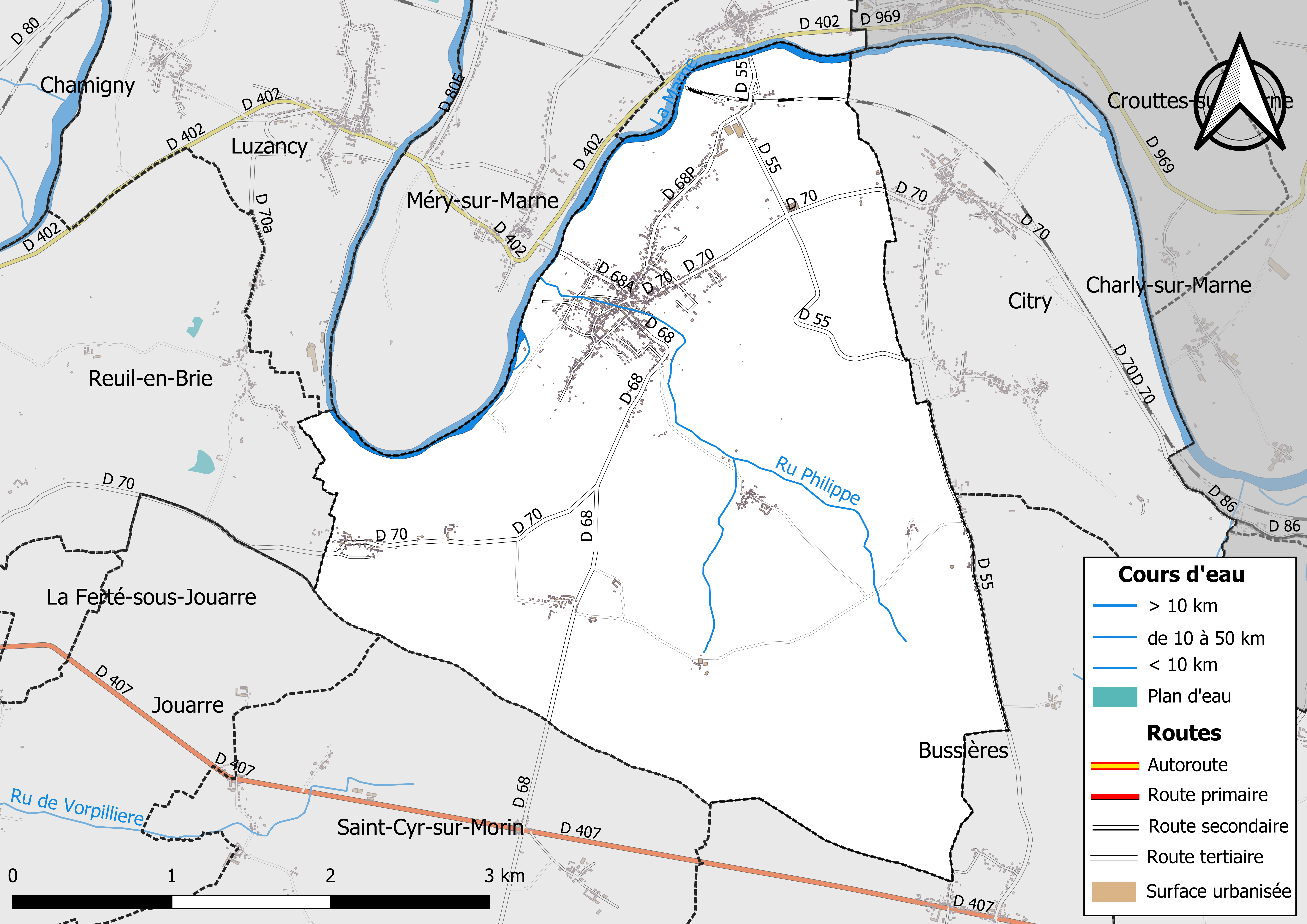
Carte des réseaux hydrographique et routier de Saâcy-sur-Marne.

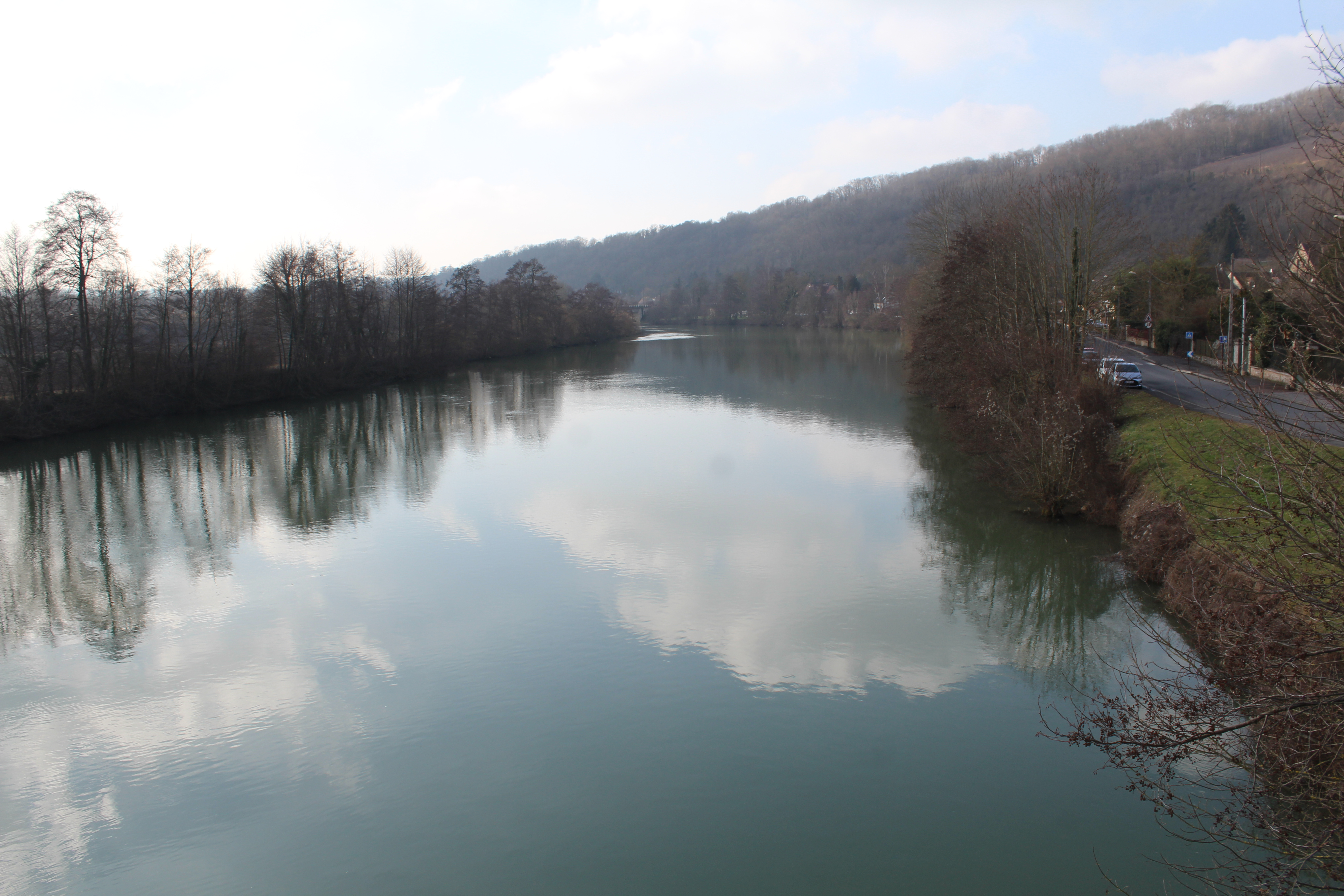
La Marne.

Le réseau hydrographique de la commune se compose de quatre cours d'eau référencés :
- la rivière la Marne, longue de 514,26 km[4], principal affluent de la Seine, ainsi que :
  - un bras de 0,39 km[5] ;
  - le ru Philippe, long de 3,91 km[6], affluent de la Marne ;
    - le cours d'eau 01 de la Rigaud, long de 1,37 km[7], qui conflue avec le ru Philippe.

Par ailleurs, son territoire est également traversé par l'aqueduc de la Dhuis.
La longueur totale des cours d'eau sur la commune est de 11,72 km.

#### Gestion des cours d'eau
Afin d’atteindre le bon état des eaux imposé par la Directive-cadre sur l'eau du 23 octobre 2000, plusieurs outils de gestion intégrée s’articulent à différentes échelles : le SDAGE, à l’échelle du bassin hydrographique, et le SAGE, à l’échelle locale. Ce dernier fixe les objectifs généraux d’utilisation, de mise en valeur et de protection quantitative et qualitative des ressources en eau superficielle et souterraine. Le département de Seine-et-Marne est couvert par six SAGE, au sein du bassin Seine-Normandie.
La commune fait partie du SAGE « Petit et Grand Morin », approuvé le 21 octobre 2016. Le territoire de ce SAGE comprend les bassins du Petit Morin (630 km2) et du Grand Morin (1 185 km2). Le pilotage et l’animation du SAGE sont assurés par le syndicat mixte d'aménagement et de gestion des Eaux (SMAGE) des 2 Morin, qualifié de « structure porteuse ».

### Climat
Pour des articles plus généraux, voir Climat de l'Île-de-France et Climat de Seine-et-Marne.
En 2010, le climat de la commune est de type climat océanique dégradé des plaines du Centre et du Nord, selon une étude du CNRS s'appuyant sur une série de données couvrant la période 1971-2000. En 2020, Météo-France publie une typologie des climats de la France métropolitaine dans laquelle la commune est exposée à un climat océanique altéré et est dans la région climatique Nord-est du bassin Parisien, caractérisée par un ensoleillement médiocre, une pluviométrie moyenne régulièrement répartie au cours de l’année et un hiver froid (3 °C).
Pour la période 1971-2000, la température annuelle moyenne est de 10,8 °C, avec une amplitude thermique annuelle de 14,5 °C. Le cumul annuel moyen de précipitations est de 721 mm, avec 11,4 jours de précipitations en janvier et 8,1 jours en juillet. Pour la période 1991-2020, la température moyenne annuelle observée sur la station météorologique la plus proche, située sur la commune de Saint-Cyr-sur-Morin à 7 km à vol d'oiseau, est de 11,2 °C et le cumul annuel moyen de précipitations est de 814,8 mm,. Pour l'avenir, les paramètres climatiques de la commune estimés pour 2050 selon différents scénarios d'émission de gaz à effet de serre sont consultables sur un site dédié publié par Météo-France en novembre 2022.

### Milieux naturels et biodiversité

#### Réseau Natura 2000

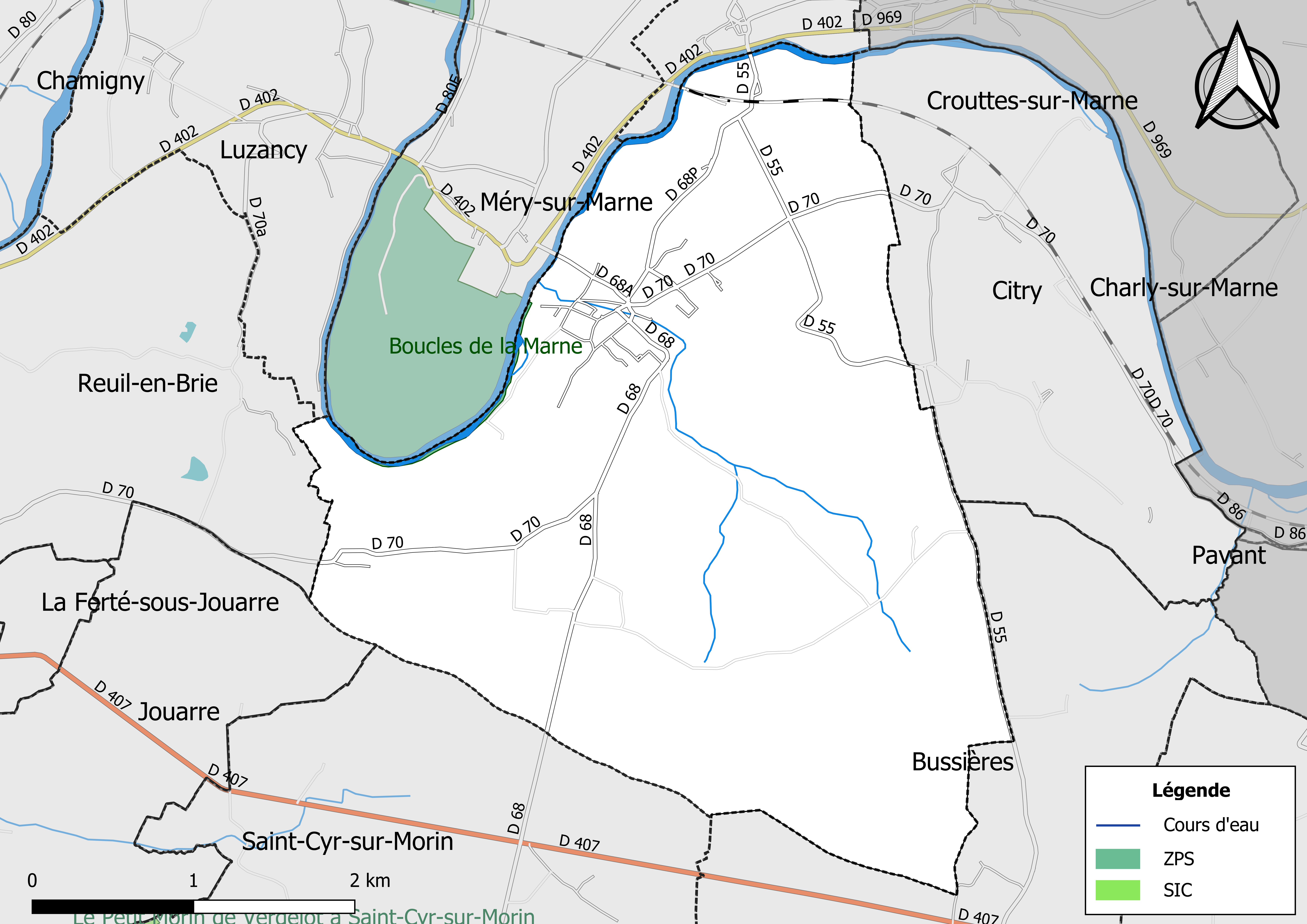
Sites Natura 2000 sur le territoire communal.

Le réseau Natura 2000 est un réseau écologique européen de sites naturels d’intérêt écologique élaboré à partir des Directives « Habitats » et « Oiseaux ». Ce réseau est constitué de Zones spéciales de conservation (ZSC) et de Zones de protection spéciale (ZPS). Dans les zones de ce réseau, les États Membres s'engagent à maintenir dans un état de conservation favorable les types d'habitats et d'espèces concernés, par le biais de mesures réglementaires, administratives ou contractuelles.
Un  site Natura 2000 a été défini sur la commune au titre de la « directive Oiseaux », :  
- les « Boucles de la Marne », d'une superficie de 2 641 ha, un lieu refuge pour une population d’Œdicnèmes criards d’importance régionale qui subsiste malgré la détérioration des milieux[20],[21].

#### Zones naturelles d'intérêt écologique, faunistique et floristique

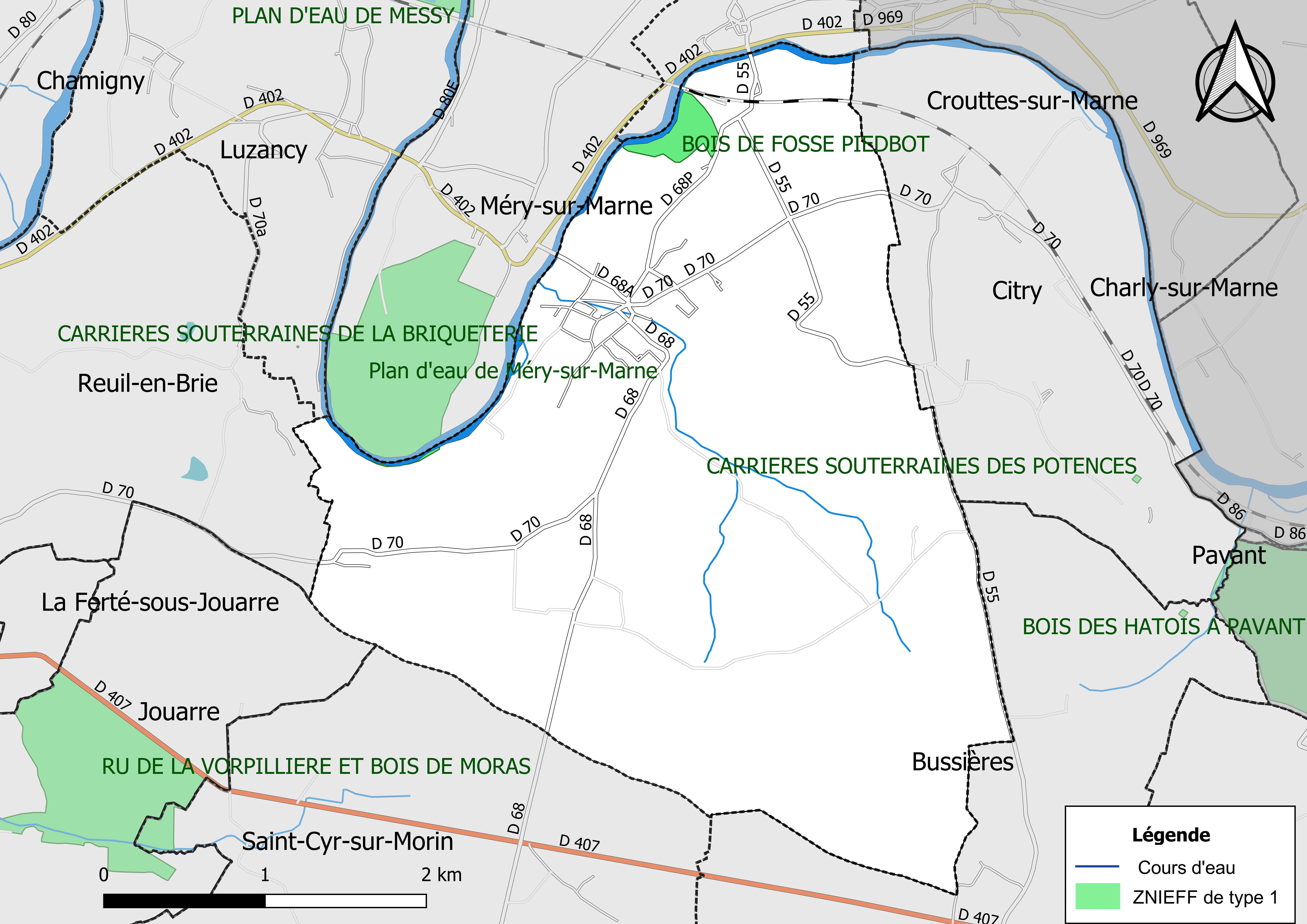
Carte des ZNIEFF de type 1 localisées sur la commune.

L’inventaire des zones naturelles d'intérêt écologique, faunistique et floristique (ZNIEFF) a pour objectif de réaliser une couverture des zones les plus intéressantes sur le plan écologique, essentiellement dans la perspective d’améliorer la connaissance du patrimoine naturel national et de fournir aux différents décideurs un outil d’aide à la prise en compte de l’environnement dans l’aménagement du territoire.
Le territoire communal de Saâcy-sur-Marne comprend une ZNIEFF de type 1,,, 
le « Bois de Fosse Piedbot » (11,97 ha).

## Urbanisme

### Typologie
Au 1er janvier 2024, Saâcy-sur-Marne est catégorisée bourg rural, selon la nouvelle grille communale de densité à sept niveaux définie par l'Insee en 2022.
Elle appartient à l'unité urbaine de Saâcy-sur-Marne, une agglomération intra-départementale regroupant cinq  communes, dont elle est ville-centre,,. Par ailleurs la commune fait partie de l'aire d'attraction de Paris, dont elle est une commune de la couronne,. Cette aire regroupe 1 929 communes,.

### Lieux-dits et écarts
La commune compte 179 lieux-dits administratifs répertoriés consultables ici dont Chantemanche, Montménard, Rougeville, les Feuchères (source : le fichier Fantoir).

### Occupation des sols
L'occupation des sols de la commune, telle qu'elle ressort de la base de données européenne d’occupation biophysique des sols Corine Land Cover (CLC), est marquée par l'importance des territoires agricoles (62 % en 2018), une proportion sensiblement équivalente à celle de 1990 (61,4 %). La répartition détaillée en 2018 est la suivante : 
terres arables (54,1% ), forêts (31,5% ), zones agricoles hétérogènes (7,9% ), zones urbanisées (6,5 %).
Parallèlement, L'Institut Paris Région, agence d'urbanisme de la région Île-de-France, a mis en place un inventaire numérique de l'occupation du sol de l'Île-de-France, dénommé le MOS (Mode d'occupation du sol), actualisé régulièrement depuis sa première édition en 1982. Réalisé à partir de photos aériennes, le Mos distingue les espaces naturels, agricoles et forestiers mais aussi les espaces urbains (habitat, infrastructures, équipements, activités économiques, etc.) selon une classification pouvant aller jusqu'à 81 postes, différente de celle de Corine Land Cover,,. L'Institut met également à disposition des outils permettant de visualiser par photo aérienne l'évolution de l'occupation des sols de la commune entre 1949 et 2018.

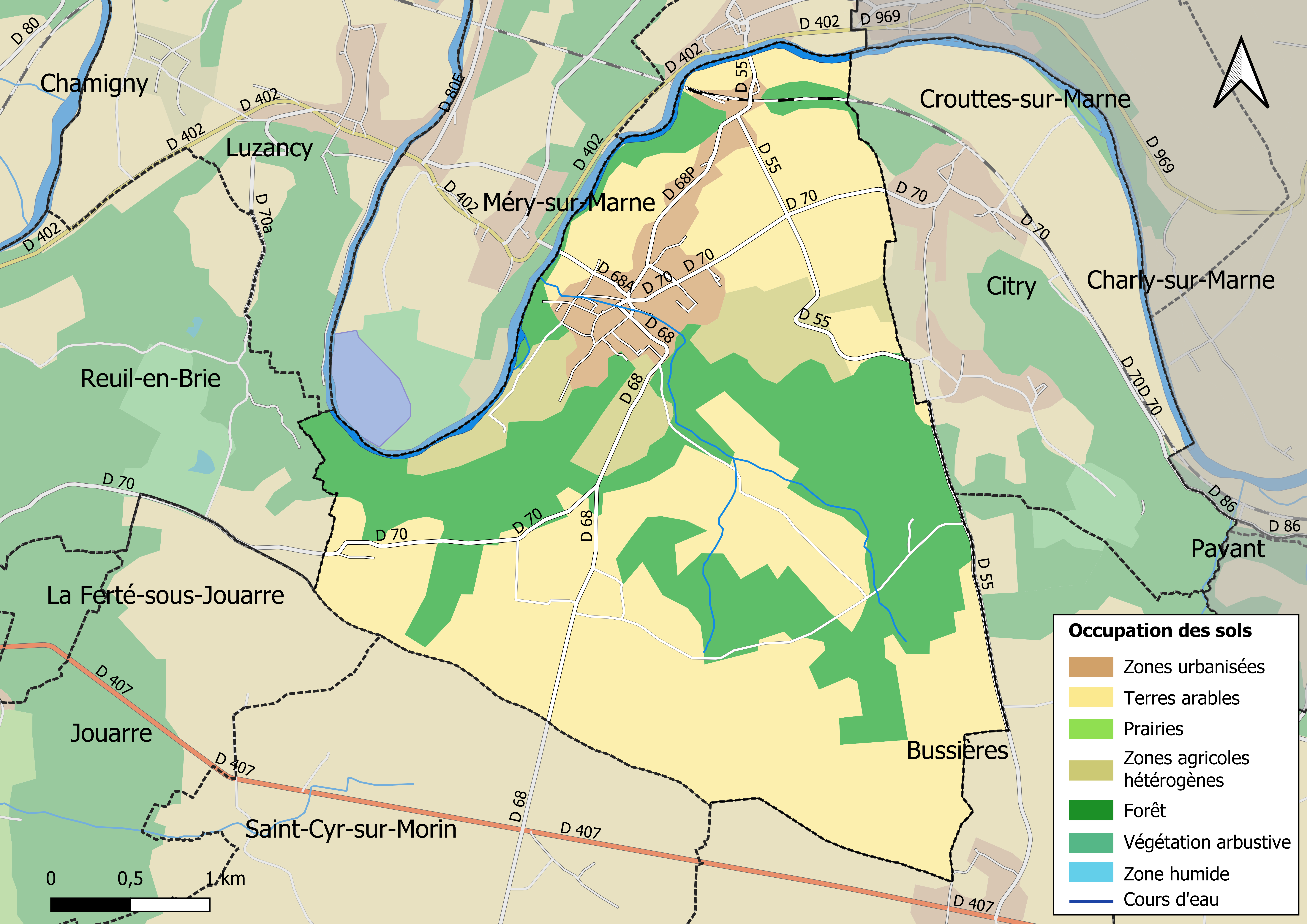
Carte des infrastructures et de l'occupation des sols en 2018 (CLC) de la commune.
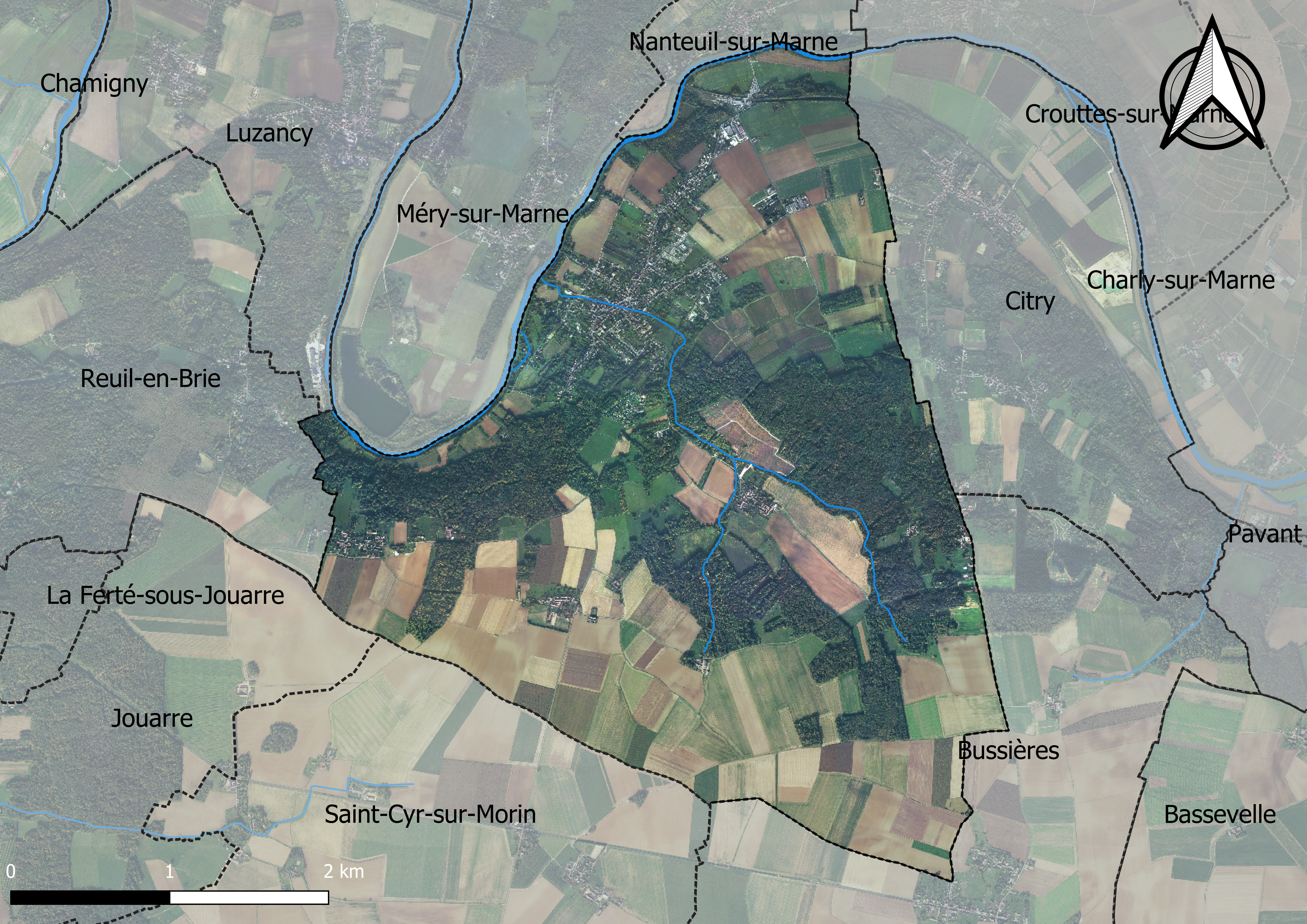
Carte orhophotogrammétrique de la commune.

### Planification
La commune disposait en 2019 d'une carte communale approuvée.

### Logement
En 2017, le nombre total de logements dans la commune était de 932 dont 85,1 % de maisons et 12,2 % d'appartements.
Parmi ces logements, 79,6 % étaient des résidences principales, 7,9 % des résidences secondaires et 12,5 % des logements vacants.
La part des ménages fiscaux propriétaires de leur résidence principale s'élevait à 77,3 % contre 21,2 % de locataires dont, 0,5 % de logements HLM loués vides (logements sociaux) et, 1,5 % logés gratuitement.

### Voies de communication et transports

#### Transports
La commune est desservie par les lignes 32 et 48 du réseau de bus Brie et 2 Morin.
La commune est également desservie par la gare de Nanteuil - Saâcy du réseau SNCF, où circulent les trains de la ligne P du Transilien.

## Toponymie
Le nom de la localité est mentionné sous les formes Sacy en 1299 ; Sassi en 1461 ; Saacy en 1562 ; Sassy les Meaulx au XVIe siècle.
Le nom Saâcy est d'origine latine et vient de Saccius, qui signifie « dans un sac » au sens de « acculé » dans une boucle de la Marne.

## Histoire
L'occupation du territoire date, d'après les vestiges archéologiques, du Néolithique. Une présence humaine à l'époque gallo-romaine est attestée sur le site de la ferme de Deuil. Dès le XIIIe siècle, Saâcy-sur-Marne semble avoir une certaine importance, comme en témoigne la richesse de son église. Le village, qui relève de l'évêché de Meaux, dépend alors de l'abbaye de Jouarre. L'abbesse de Jouarre en conserve la suzeraineté jusqu'à la Révolution.
À la suite de la révocation de l'édit de Nantes, de nombreux protestants viennent s'installer dans le village, favorisant peut-être son essor. En 1729, la population est victime d'une épidémie de peste commémorée par un pèlerinage.
Connu au XIXe siècle pour sa production d'articles en os (peignes et boutons), Saâcy eut aussi une spécialité de dentelle, avant le développement d'une activité plâtrière au lieu-dit les Plâtrières.
Le village de Saâcy-sur-Marne s'organise, au XXe siècle, autour d'une rue principale bordée de maisons des XIXe et XXe siècles. Derrière les bâtiments se trouvent quelques cours intérieures avec leur porche et leur sol irrégulier.

## Politique et administration

### Rattachements administratifs et électoraux
La commune se trouve dans l'arrondissement de Meaux du département de Seine-et-Marne. Pour l'élection des députés, elle fait partie depuis 1988 de la cinquième circonscription de Seine-et-Marne.
Elle fait partie depuis 1793 du canton de La Ferté-sous-Jouarre. Dans le cadre du redécoupage cantonal de 2014 en France, ce canton, dont la commune est toujours membre, est modifié, passant de 19 à 47 communes.

### Intercommunalité
La commune était membre de la communauté de communes du Pays fertois, créée en 1970  sous forme du district rural de la Ferté-Sous-Jouarre et transformé en communauté de communes fin 2001.
Dans le cadre des dispositions de la loi portant nouvelle organisation territoriale de la République (Loi NOTRe) du 7 août 2015, qui prévoit que les établissements publics de coopération intercommunale (EPCI) à fiscalité propre doivent avoir un minimum de 15 000 habitants, cette intercommunalité a fusionné avec sa voisine pour former, le 1er janvier 2018, la communauté d'agglomération Coulommiers Pays de Brie dont est désormais membre la commune.

### Liste des maires
| Période                                  | Période    | Identité              | Étiquette | Qualité      |
| ---------------------------------------- | ---------- | --------------------- | --------- | ------------ |
| Les données manquantes sont à compléter. |            |                       |           |              |
| 1795                                     | 1798       | François Grandin      |           |              |
| Les données manquantes sont à compléter. |            |                       |           |              |
| mars 2001                                | mars 2008  | Claude Perlican       | …         | …            |
| mars 2008,                               | avril 2014 | Jocelyne Robcis       |           |              |
| avril 2014                               | 2020       | Pierre-Emmanuel Bégny | DVD       | Entrepreneur |
| 2020                                     | En cours   | Katy Veysset          |           | Commerçante  |

## Équipements et services

### Eau et assainissement
L’organisation de la distribution de l’eau potable, de la collecte et du traitement des eaux usées et pluviales relève des communes. La loi NOTRe de 2015 a accru le rôle des EPCI à fiscalité propre en leur transférant cette compétence. Ce transfert devait en principe être effectif au 1er janvier 2020, mais la loi Ferrand-Fesneau du 3 août 2018 a introduit la possibilité d’un report de ce transfert au 1er janvier 2026,.

#### Assainissement des eaux usées
En 2020, la gestion du service d'assainissement collectif de la commune de Saâcy-sur-Marne est assurée par la communauté d'agglomération Coulommiers Pays de Brie (CACPB) pour la collecte, le transport et la dépollution. Ce service est géré en délégation par une entreprise privée, dont le contrat arrive à échéance le 31 décembre 2025,,.
L’assainissement non collectif (ANC) désigne les installations individuelles de traitement des eaux domestiques qui ne sont pas desservies par un réseau public de collecte des eaux usées et qui doivent en conséquence traiter elles-mêmes leurs eaux usées avant de les rejeter dans le milieu naturel. La communauté d'agglomération Coulommiers Pays de Brie (CACPB) assure pour le compte de la commune le service public d'assainissement non collectif (SPANC), qui a pour mission de vérifier la bonne exécution des travaux de réalisation et de réhabilitation, ainsi que le bon fonctionnement et l’entretien des installations,.

#### Eau potable
En 2020, l'alimentation en eau potable est assurée par le syndicat de l'Eau de l'Est seine-et-marnais (S2E77) qui gère le service en régie,,.

## Population et société

### Démographie
Les habitants sont appelés les Saâcéens.
L'évolution du nombre d'habitants est connue à travers les recensements de la population effectués dans la commune depuis 1793. Pour les communes de moins de 10 000 habitants, une enquête de recensement portant sur toute la population est réalisée tous les cinq ans, les populations de référence des années intermédiaires étant quant à elles estimées par interpolation ou extrapolation. Pour la commune, le premier recensement exhaustif entrant dans le cadre du nouveau dispositif a été réalisé en 2005.

En 2022, la commune comptait 1 869 habitants, en évolution de +3,83 % par rapport à 2016 (Seine-et-Marne : +3,92 %, France hors Mayotte : +2,11 %).
| 1793  | 1800  | 1806  | 1821  | 1831  | 1836  | 1841  | 1846  | 1851  |
| ----- | ----- | ----- | ----- | ----- | ----- | ----- | ----- | ----- |
| 1 019 | 1 163 | 1 170 | 1 226 | 1 275 | 1 218 | 1 196 | 1 203 | 1 217 |

| 1856  | 1861  | 1866  | 1872  | 1876  | 1881  | 1886  | 1891  | 1896  |
| ----- | ----- | ----- | ----- | ----- | ----- | ----- | ----- | ----- |
| 1 143 | 1 248 | 1 302 | 1 225 | 1 239 | 1 208 | 1 243 | 1 275 | 1 324 |

| 1901  | 1906  | 1911  | 1921  | 1926  | 1931  | 1936  | 1946  | 1954  |
| ----- | ----- | ----- | ----- | ----- | ----- | ----- | ----- | ----- |
| 1 379 | 1 385 | 1 447 | 1 252 | 1 296 | 1 275 | 1 200 | 1 131 | 1 080 |

| 1962  | 1968  | 1975  | 1982  | 1990  | 1999  | 2005  | 2006  | 2010  |
| ----- | ----- | ----- | ----- | ----- | ----- | ----- | ----- | ----- |
| 1 143 | 1 074 | 1 207 | 1 187 | 1 393 | 1 658 | 1 746 | 1 764 | 1 747 |

| 2015  | 2020  | 2022  | - | - | - | - | - | - |
| ----- | ----- | ----- | - | - | - | - | - | - |
| 1 796 | 1 859 | 1 869 | - | - | - | - | - | - |

### Sports
En 1934 une course cycliste de 75 km reliait Bry-sur-Marne à Saâcy.
- AMS Association des arts martiaux de Saâcy, anciennement judo club de Saâcy

### Associations
- Café associatif : C'est déjà ça

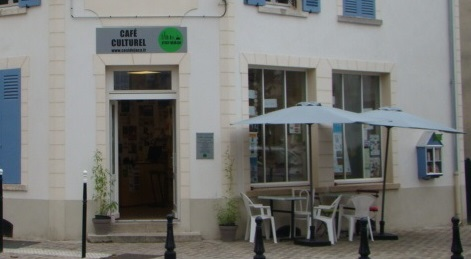
Café culturel associatif.

- Tous en scène : Cours de chant et création de spectacles.

### Manifestations culturelles et festivités
L'association "tous en scène" initie au chant et reprend les comédies musicales lors de manifestations locales : repas des aînés, le marché nocturne et un spectacle inédit chaque année.
Le comité des fêtes:  organise plusieurs évènements durant l'année, dont la montée historique qui reprend la célèbre course de cote
des années 1970 , ou l'on peut admirer des voitures de collection.

## Économie

### Revenus de la population et fiscalité
En 2017, le nombre de ménages fiscaux de la commune était de 759, représentant 1 883 personnes et la  médiane du revenu disponible par unité de consommation  de 21 270 euros.

### Emploi
En 2017 , le nombre total d’emplois dans la zone était de 254, occupant 753 actifs  résidants.
Le taux d'activité de la population (actifs ayant un emploi) âgée de 15 à 64 ans s'élevait à 65,4 % contre un taux de chômage de 9,9 %.
Les 24,8 % d’inactifs se répartissent de la façon suivante : 9,2 % d’étudiants et stagiaires non rémunérés, 7,8 % de retraités ou préretraités et 7,7 % pour les autres inactifs.

### Entreprises et commerces
En 2018, le nombre d'établissements actifs était de 160 dont 14 dans l’industrie manufacturière, industries extractives et autres, 29 dans la construction, 54 dans le commerce de gros et de détail, transports, hébergement et restauration, 5 dans l’information et communication, 1 dans les activités financières et d'assurance, 5 dans les activités immobilières, 23 dans les activités spécialisées, scientifiques et techniques et activités de services administratifs et de soutien, 15 dans l’administration publique, enseignement, santé humaine et action sociale et 14  étaient relatifs aux autres activités de services.
En 2019,  27 entreprises ont été créées sur le territoire de la commune, dont 21 individuelles.
Au 1er janvier 2020, la commune ne possédait aucun hôtel  mais un terrain de camping disposant de 100 emplacements.
- Céréales, fourrage, betterave, vigne ;
- Bovins ;
- Champagne, vin des coteaux champenois. La commune, avec Nanteuil-sur-Marne et Citry fait partie des trois seules communes de Seine-et-Marne bénéficiant de l'appellation d'origine contrôlée Champagne[63].

### Agriculture
Saâcy-sur-Marne est dans la petite région agricole dénommée les « Vallées de la Marne et du Morin », couvrant les vallées des deux rivières, en limite de la Brie. En 2010, l'orientation technico-économique de l'agriculture sur la commune est la polyculture et le polyélevage.
Si la productivité agricole de la Seine-et-Marne se situe dans le peloton de tête des départements français, le département enregistre un double phénomène de disparition des terres cultivables (près de 2 000 ha par an dans les années 1980, moins dans les années 2000) et de réduction d'environ 30 % du nombre d'agriculteurs dans les années 2010. Cette tendance se retrouve au niveau de la commune où le nombre d’exploitations est passé de 11 en 1988 à 8 en 2010. Parallèlement, la taille de ces exploitations augmente, passant de 35 ha en 1988 à 78 ha en 2010.
Le tableau ci-dessous présente les principales caractéristiques des exploitations agricoles de Saâcy-sur-Marne, observées sur une période de 22 ans : 
|                                      | 1988 | 2000 | 2010 |
| ------------------------------------ | ---- | ---- | ---- |
| Dimension économique,                |      |      |      |
| Nombre d’exploitations (u)           | 11   | 10   | 8    |
| Travail (UTA)                        | 11   | 17   | 14   |
| Surface agricole utilisée (ha)       | 384  | 805  | 622  |
| Cultures                             |      |      |      |
| Terres labourables (ha)              | 337  | 716  | 558  |
| Céréales (ha)                        | 206  | 435  | 361  |
| dont blé tendre (ha)                 | 135  | 305  | 227  |
| dont maïs-grain et maïs-semence (ha) | s    | 86   | 64   |
| Tournesol (ha)                       | s    |      |      |
| Colza et navette (ha)                | 38   | s    | 61   |
| Élevage                              |      |      |      |
| Cheptel (UGBTA)                      | 134  | 155  | 107  |

## Culture locale et patrimoine

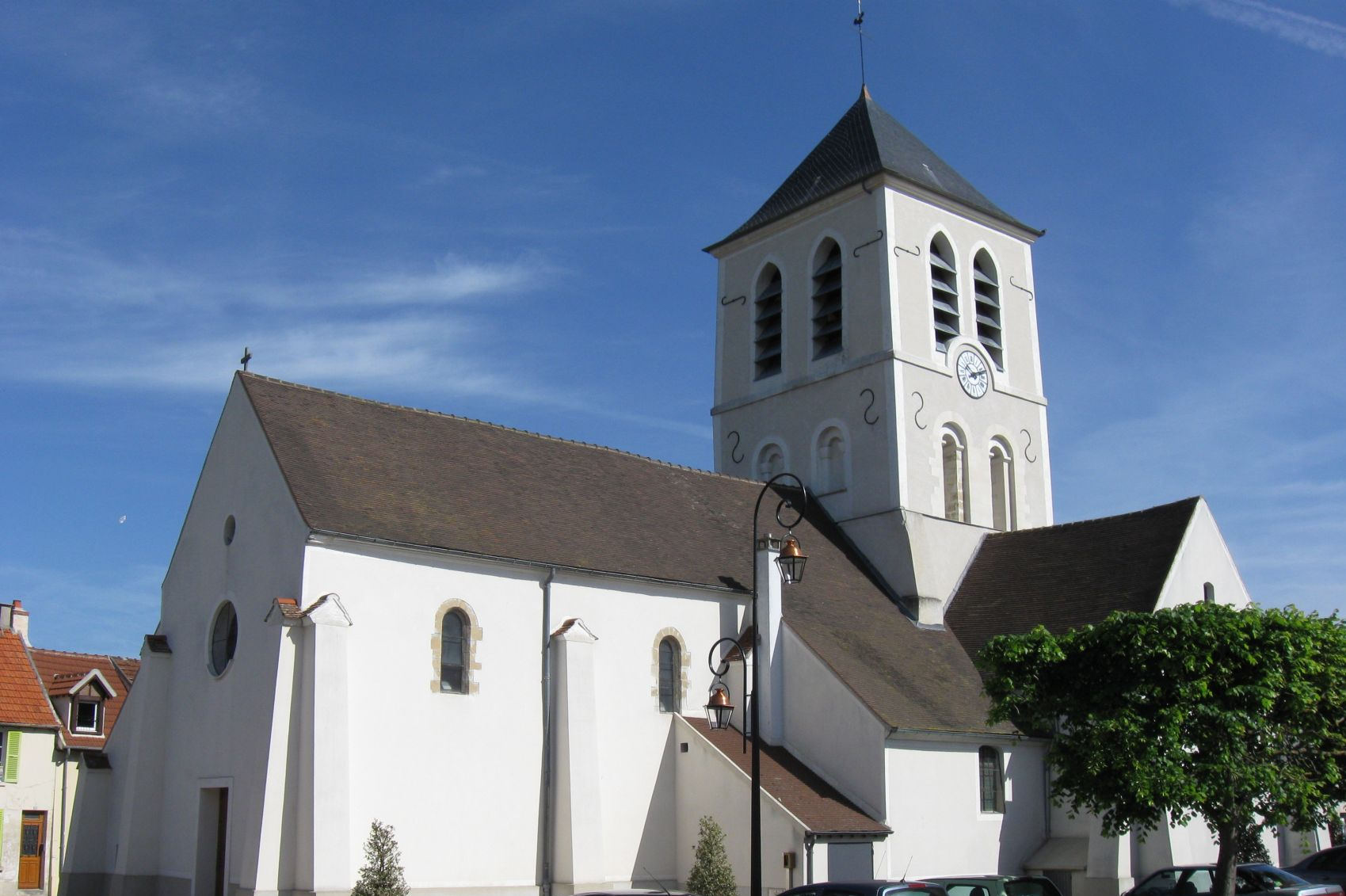
Église Saint-Jean-Baptiste.

### Lieux et monuments
- Église Saint-Jean-Baptiste (XIIIe siècle-XVIIe siècle), dotée d'un orgue inauguré en 2006[67].
- Coteaux boisés dominant la vallée de la Marne.
- Passage du sentier de grande randonnée GR 14A.

### Personnalités liées à la commune
- Eugène Fraumont (1857-1905) journaliste, critique et auteur dramatique, y a vécu et y est mort
- Annie Girardot (1931-2011), actrice française, y a passé une partie de son enfance, placée dans une famille d'accueil
- Marc Thiercelin, navigateur et skipper professionnel français, y est né en 1960.

### Héraldique
| Blason de Saâcy-sur-Marne | Le blason de Saâcy-sur-Marne a été composé par Jean-Claude Molinier en février 1998. Il se décrit ainsi : « De gueules à une montagne d'or sur laquelle se trouve un mouton portant une croix de saint Jean-Baptiste de même, encadré de deux maillets d'argent ; le tout sur une rivière d'azur ». |

Le « gueules » est la couleur traditionnelle de la Brie à laquelle se rattache Saâcy-sur-Marne. Le mouton avec la croix est l'évocation de saint Jean-Baptiste, le saint patron du village. La montagne indique le vallonnement du lieu de Saâcy qui a conduit à son nom puisque ce vallonnement prend fin avec la Marne. Elle est d'or pour représenter les plages de Saâcy qui ont longtemps été une occasion de promenade. La rivière symbolise la Marne et les deux maillets, les masses de carriers employées dans les carrières du village. Les ornements représentent du blé pour honorer l'agriculture et du chêne pour rappeler les nombreux bois de la commune. La couronne de tours est le symbole échu aux communes.